# Poor Schmaltz
Poor Schmaltz er en amerikansk stumfilm fra 1915 af Hugh Ford.

## Medvirkende
- Sam Bernard som Herman Schmaltz.
- Robert Broderick som Mr. Hocheimer.
- Conway Tearle som Jack.
- Dick Bernard som Hugo Victor von Mimmeldorf.
- Ruby Hoffman som Anne.